# بني منصور (سوهاج)
قرية بني منصور هي إحدى القرى التابعة لمركز البلينا بمحافظة سوهاج في جمهورية مصر العربية. حسب إحصاءات سنة 2006، بلغ إجمالي السكان في بني منصور 12033 نسمة، منهم 5825 رجل و6208 امرأة.